# سسنهایم
سسنهایم (به فرانسوی: Sessenheim) یک کمون در فرانسه با جمعیت ۲٬۰۲۹ نفر است که در Canton of Bischwiller واقع شده‌است.